# Малу-Маре
Малу-Маре (рум. Malu Mare) — село у повіті Долж в Румунії. Входить до складу комуни Малу-Маре.
Село розташоване на відстані 179 км на захід від Бухареста, 9 км на південь від Крайови.

## Населення
За даними перепису населення 2002 року у селі проживали 2053 особи. Рідною мовою 2051 особа (99,9%) назвала румунську.
Національний склад населення села:
| Національність | Кількість осіб | Відсоток |
| -------------- | -------------- | -------- |
| румуни         | 2038           | 99,3%    |
| цигани         | 15             | 0,7%     |